# Big Mountain
Big Mountain är ett amerikanskt reggaeband, bildat 1991 i San Diego, Kalifornien. Bandet utvecklades från bandet Rainbow Warriors som bildades 1986. Sångaren Quino blev 1988 med i bandet Shiloh som 1991 bytte namn till Big Mountain. Deras största hit kom 1994 med en cover av Peter Framptons "Baby, I Love Your Way".

## Medlemmar
Nuvarande medlemmar

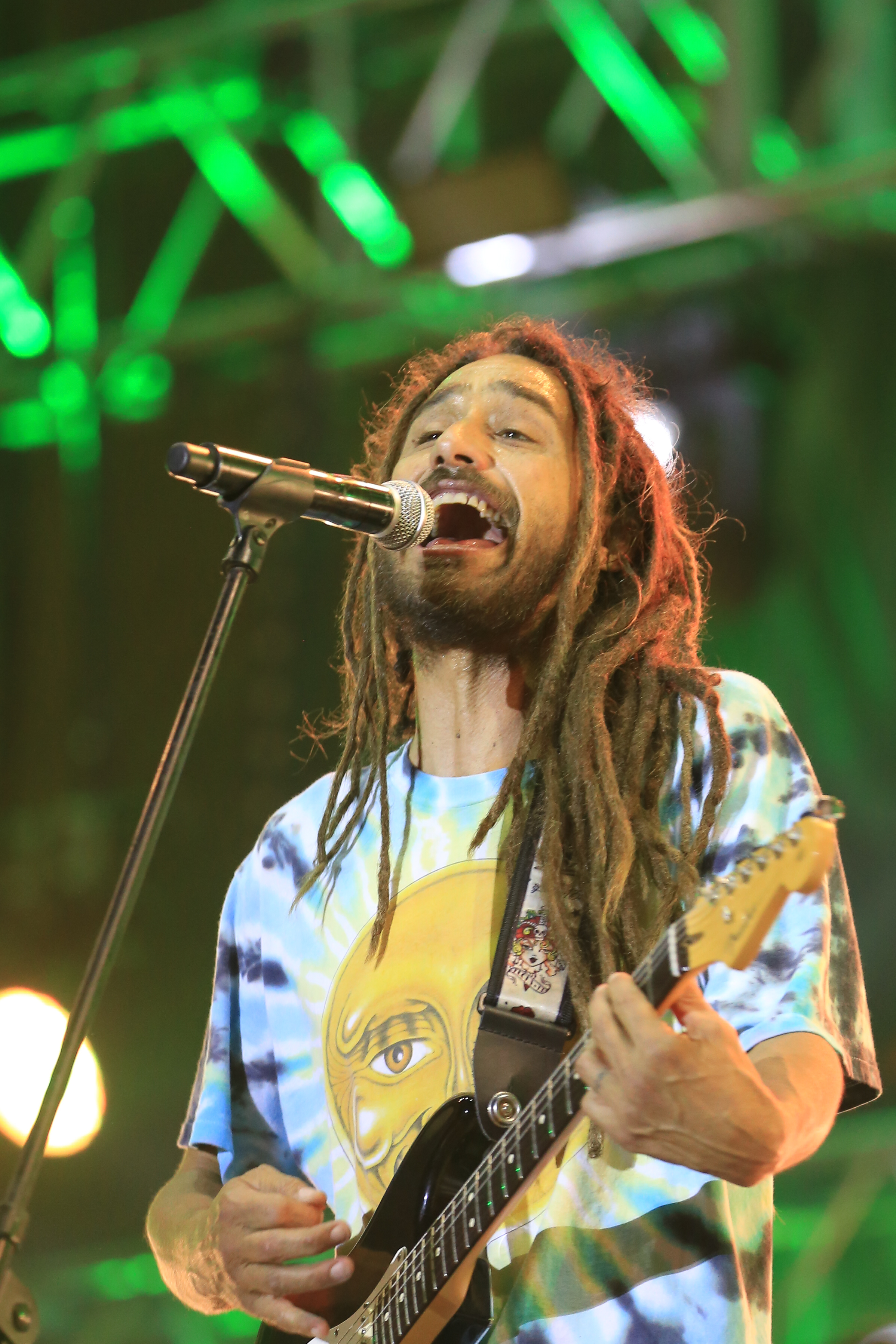
Joaquin "Quino" McWhinney (2018)

- Joaquin "Quino" McWhinney – sång, gitarr (1988 – )
- Michael Hyde – keyboard (1994 – )
- Paul "Groove Galore" Kastick – trummor (1998 – )
- Richard "Goofy" Campbell – keyboard (1999 – )
- Reggie Griffin – gitarr, saxofon (2013 – )
- Danny Lopilato – gitarr, sång (2013 – )
- Tim Pecheco – slagverk, sång (2013 – )
- Andre Sias – trummor (2013 – )
- Luis Castillo – slagverk, sång (2013 – )
- Jakob McWhinney – gitarr (2013 – )
- Michael Ortiz – basgitarr (2013 – )

Tidigare medlemmar
- Lynn Copeland – basgitarr (1988 – 2013)
- Gregory Blakney – trummor (1988 – 1994)
- Jerome Cruz – gitarr (1988 – 1994)
- Manfred Reinke – keyboard (1988 – 1994)
- Lance Rhodes – trummor (1988 – 1994)
- James McWhinney – slagverk, sång (1994 – 2013)
- Tony Chin – gitarr (1994 – 2013)
- Billy "Bones" Stoll – keyboard (1994 – 2013)
- Carlton "Santa" Davis – trummor (1994 – 1998)
- Carlos Arias – basgitarr (2013)
- Stephen Kamada – gitarr (2013)

## Diskografi
Studioalbum
- 1988 – California Reggae (under namnet Shiloh)
- 1992 – Wake Up
- 1994 – Unity
- 1995 – Resistance
- 1997 – Free Up
- 1998 – Best of Big Mountain
- 1999 – Things to Come
- 2002 – Cool Breeze
- 2003 – New Day
- 2003 – Cool Breeze

Samlingsalbum
- 1999 – The Best of Big Mountain
- 2001 – One Love
- 2005 – Greatest Moments 1999-2004
- 2008 – Versions Undercover

Singlar (i urval)
- 1994 – "Baby I Love Your Way"
- 1994 – "Sweet Sensual Love"